# Özgü Namal
Melahat Özgü Namal (nació el 28 de diciembre de 1978 en Üsküdar, Estambul) es una actriz, directora, guionista y cantautora Turca. Ella se volvió la actriz más famosa de Turquía al debutar como Güllü (Serap) en la serie de televisión turca "Hanimin Çiftligi", "Kurtlar Vadisi" que fue una de las series más vista en todo Turquía. 

## Biografía
Su familia es Turco Otomano. Su familia madre  inmigrada de Grecia, Salónica. Su padre familia inmigrado de Macedonia y comerciante. 
Melahat Özgü Namal comenzó actuando en el teatro de Gerçek Masal cuando era una niña. Se graduó del departamento de teatro del Conservatorio de la Universidad Estatal de Estambul. Hizo su debut en televisión en Affet Bizi Hocam y luego apareció en la serie de televisión Karete Can, Yeditepe İstanbul y en Kurtlar Vadisi como Elif Eylül.
Namal hizo su debut cinematográfico en Sir Çocuklari en 2002. Desde entonces, ella ha aparecido en varias otras películas como Anlat İstanbul, Büyü, Organize İşler, Polis, Beynelmilel y O.... Çocukları. Fue galardonada la Naranja de Oro a la mejor actriz por su actuación en Mutluluk en 2007. En 2013 Namal se hace conocida internacionalmente (especialmente en Latinoamérica) protagonizando la serie con mayor audiencia alrededor del mundo Merhamet (Mercy) al lado del actor turco Ibrahim Çelikkol.

## Cine y Televisión
| Año                                           | Título                   | Papel                     | Notas y galardones |  |
| --------------------------------------------- | ------------------------ | ------------------------- | --- |  |
| 1998                                          | Affet Bizi Hocam         | Nehir                     | TV series |  |
| 1998                                          | İkinci Bahar             | Öğrenci                   | TV series |  |
| 1999                                          | Kerem                    | Ayla                      | TV series |  |
| 2000                                          | Karate Can               | Zeliha                    | TV series |  |
| 2000                                          | Fosforlu Cevriye         | Ayten                     | |  |
| 2001                                          | Yeditepe İstanbul        | Duru                      | TV series |  |
| 2001                                          | Bir Filiz Vardı          | Genç Filiz                | TV series |  |
| 2001                                          | Cinlerle Periler         |                           | TV series |  |
| 2002                                          | Beşibiryerde             | Ahu                       | TV series |  |
| 2002                                          | Havada Bulut             | Yorgiya                   | TV series |  |
| 2002                                          | Sır Çocukları            | Zeynep                    | Ankara Uluslararası Film FestivaliUmut Veren Yeni Kadın Oyuncu Ödülü Sadri Alışık ÖdülleriUmut Veren Yeni Kadın Oyuncu Ödülü |  |
| 2004                                          | Büyü                     | Sedef                     | |  |
| 2004                                          | Anlat İstanbul           | Şenay                     | |  |
| 2005                                          | Organize İşler           | Umut Ocak                 | |  |
| 2003-2005                                     | Kurtlar Vadisi           | Elif Eylül                | TV series Beyaz İnci Televizyon Ödülleri En İyi Kadın Oyuncu Ödülü (Polisiye) |  |
| 2006                                          | Bebeğim                  | Emel Erter                | TV series |  |
| 2006                                          | Beynelmilel              | Gülendam                  | Uluslararası İstanbul Film Festivali En İyi Kadın Oyuncu Ödülü |  |
| 2006                                          | Polis                    | Funda                     | |  |
| 2007                                          | Sihirli Oyuncakçı        | Türkçe seslendirme        | |  |
| 2007                                          | Bratz                    | Türkçe seslendirme        | |  |
| 2007                                          | Bliss                    | Meryem                    | 44th Antalya Golden Orange Film Festival - best actress Yeşilçam Ödülleri En İyi Kadın Oyuncu Ödülü Pune Uluslararası Film Festivali En İyi Uluslararası Kadın Oyuncu Ödülü[1] Aday—Sinema Yazarları Derneği Ödülleri En İyi Kadın Oyuncu Ödülü |  |
| 2008                                          | Nerede Kalmıştık         | Konuk oyuncu              | TV series |  |
| 2008                                          | Güneşin Oğlu             | Şule                      | |  |
| 2008                                          | İncir Çekirdeği          | Heda                      | |  |
| 2008                                          | O... Çocukları           | Dona                      | Aday—Yeşilçam ÖdülleriBest Actress Award |  |
| 2008                                          | Benim Annem Bir Melek    | Durusu can                | TV series |  |
| 2009                                          | Masumlar                 | Zeynep                    | TV series |  |
| 2009-2011                                     | Hanımın Çiftliği         | Güllü/Serap               | TV series İsmail Cem TV Mejor Actriz (Dram) |  |
| 2012                                          | Koyu Kırmızı             | Ümit                      | TV series |  |
| 2013-2014                                     | Merhamet                 | Narin                     | TV series جوائز الاتحاد الدولي في جامعة استنبول ايدن وحصولها على جائزة افضل ممثلة لهذا العام و فاز الرحمة بجائزة افضل مسلسل لهذا العام 2013 |  |
| En İyi Drama Dizisi Kadın Oyuncusu 2013 مع\|- | 2014                     | Bu İşte Bir Yalnızlık Var | Ayşe |  |
| 2014-2015                                     | Yetenek Sizsiniz Türkiye | Özgü                      | TV program |  |